# سی (بازیکن فوتبال)
سی (انگلیسی: Sisi؛ زادهٔ ۲۲ آوریل ۱۹۸۶) بازیکن فوتبال اهل اسپانیا است.
از باشگاه‌هایی که در آن بازی کرده‌است می‌توان به باشگاه فوتبال هرکولس، باشگاه فوتبال گیفو، باشگاه فوتبال رکریتیوو اوئلوا، باشگاه فوتبال لخ پوزنان، باشگاه فوتبال رئال وایادولید، باشگاه فوتبال سوون، باشگاه فوتبال اوساسونا، باشگاه فوتبال والنسیا، و باشگاه فوتبال سوون سامسونگ اشاره کرد.
وی همچنین در تیم‌های ملی فوتبال زیر ۱۶ سال اسپانیا، زیر ۱۷ سال اسپانیا، زیر ۱۹ سال اسپانیا و زیر ۲۱ سال اسپانیا بازی کرده‌است.